# Chilatomaria lindensis
Chilatomaria lindensis is een keversoort uit de familie harige schimmelkevers (Cryptophagidae). De wetenschappelijke naam van de soort werd in 1891 gepubliceerd door Thomas Blackburn.